# As You Were
| 전문가 평가         | 전문가 평가 |
| 총 점수             | 총 점수     |
| 출처                | 점수        |
| ------------------- | ----------- |
| AnyDecentMusic?     | 6.5/10      |
| 메타크리틱          | 71/100      |
| 평가 점수           |             |
| 출처                | 점수        |
| AllMusic            | [ 3 ]       |
| The A.V. Club       | B+          |
| The Daily Telegraph | [ 5 ]       |
| The Guardian        | [ 6 ]       |
| Mojo                | [ 7 ]       |
| NME                 | [ 8 ]       |
| Pitchfork           | 4.9/10      |
| Q                   | [ 10 ]      |
| Rolling Stone       | [ 11 ]      |
| Uncut               | 7/10        |

《As You Were》는 영국의 가수이자 작곡가 리암 갤러거가 솔로 음반을 발매한 데뷔 음반이다. 이 음반은 워너 브라더스 레코드가 2017년 10월 6일에 발매했다. 중요하고 상업적인 성공을 거둔 이 음반은 영국에서 1위에 데뷔하여, 영국 음반 차트 10위 안에 든 나머지 음반들을 제치고 첫 주에 골드 인증을 획득했다. 이 음반은 그 후 영국에서 플래티넘 인증을 받았다. 또 1주 연속 음반 판매량 1만 6,000장으로 20년 만에 최고를 달성했다. 프로듀서 그렉 커스틴은 이 음반에 대한 작업의 일환으로 2018년 올해의 프로듀서 비클래식 그래미 어워드를 수상하기도 했다.

## 배경
이 음반은 싱글 〈Wall of Glass〉의 발매와 함께 2017년 6월에 발표되었다. 갤러거는 음반 발매를 지원하기 위해 미국과 캐나다의 첫 단독 투어를 시작할 것이라고 밝혔다. 일단 가사를 마치자 리암은 NME에게 '나 돌아왔어'라고 생각했다고 말했다. 이 음반의 제목은 갤러거가 그의 트위터 게시물에 일반적으로 사용하는 사인 오프에서 따왔다. 갤러거는 프로듀서 그렉 커스틴, 앤드류 와이어트, 댄 그레흐마게랏과 함께 음반에 참여했으며 커스틴은 〈Wall of Glass〉, 〈Paper Crown〉, 〈Come Back to Me〉 그리고 〈Don't Have Be That Way〉를, 와이어트는 〈Chinatown〉을, 그리고 그레흐마게랏은 남은 곡들을 프로듀싱했다.

## 곡 목록
| #   | 제목                    | 작사·작곡                                                                  | 프로듀서                     | 재생 시간 |
| --- | ----------------------- | -------------------------------------------------------------------------- | ---------------------------- | --------- |
| 1.  | 〈Wall of Glass〉       | 리암 갤러거, 그렉 커스틴, 앤드류 와이어트, 마이클 티헤, 앤드류 시드니 폭스 | 커스틴                       | 3:43      |
| 2.  | 〈Bold〉                | 갤러거                                                                     | 댄 그레흐마게랏, 이아인 아처 | 3:59      |
| 3.  | 〈Greedy Soul〉         | 갤러거                                                                     | 그레흐마게랏                 | 3:34      |
| 4.  | 〈Paper Crown〉         | 와이어트, 티헤                                                             | 커스틴                       | 3:28      |
| 5.  | 〈For What It's Worth〉 | 갤러거, 사이먼 존스                                                        | 그레흐마게랏                 | 4:11      |
| 6.  | 〈When I'm in Need〉    | 갤러거, 아처                                                               | 그레흐마게랏, 아처           | 4:18      |
| 7.  | 〈You Better Run〉      | 갤러거                                                                     | 그레흐마게랏                 | 3:24      |
| 8.  | 〈I Get By〉            | 갤러거                                                                     | 그레흐마게랏                 | 3:09      |
| 9.  | 〈Chinatown〉           | 와이어트, 티헤                                                             | 와이어트                     | 3:20      |
| 10. | 〈Come Back to Me〉     | 갤러거, 커스틴, 와이어트                                                   | 커스틴                       | 3:21      |
| 11. | 〈Universal Gleam〉     | 갤러거                                                                     | 그레흐마게랏                 | 4:07      |
| 12. | 〈I've All I Need〉     | 갤러거                                                                     | 그레흐마게랏                 | 4:09      |

## 인증
| 국가                               | 인증     | 판매량/출하량 |
| ---------------------------------- | -------- | ------------- |
| 영국 (BPI)                         | 플래티넘 | 300,000       |
| 판매량+스트리밍을 기반으로 한 인증 |          |               |